# Bob le bricoleur (série télévisée d'animation, 2015)
Cet article possède un paronyme, voir Bob.
Bob le bricoleur (1998-2011)
Bob le bricoleur (Bob the Builder) est une série d'animation britannique en CGI en 130 épisodes de 11 minutes basée sur la série éponyme, créée par Keith Chapman en 1998, et dont elle est le reboot, et diffusée entre le 1er septembre 2015 et le 30 décembre 2018 sur Channel 5.
Au Québec, elle a été diffusée à partir du 12 septembre 2016 à Télé-Québec,

## Distribution

### Voix françaises
- Tony Marot : Bob
- Marie Nonnenmacher : Zoé, Benoît, Sophie
- Dimitri Rougeul : Léo
- Antoine Tomé : Ben, M. Rondeau, Roulo
- Patrick Pellegrin : Coccigrue, M. Bentley, Philippe
- Anouck Hautbois : Jane, GG, Mila, Sarah, Jenny
- Sylvie Ferrari : Tourneboule, Blondine, Mme le maire
- Marie Diot : Mei-Moon
- Frantz Confiac : Anish Bode
- Gilduin Tissier : Bras-Long, Cablot, Conrad, Lev-tout
- Laurent Jacquet : Scoop, deux tonnes, Super éclair
- Léovanie Raud : chœurs

- Version française
  - Studio de doublage : Nice Fellow puis O'Bahamas[3]
  - Direction artistique : Coco Noël et Patrick Pellegrin (dialogues), Claire Guyot (chansons)
  - Adaptation : Fanny Gusciglio, Émeline Perego, Anne Eryac et Marie Laroche

 Source et légende : version française (VF) sur RS Doublage